# UFC on Fox: Johnson vs. Reis
UFC on Fox: Johnson vs. Reis var en MMA-gala som arrangerades av Ultimate Fighting Championship och ägde rum 15 april 2017 i Kansas City i USA. 

## Resultat
1. ↑  Titelmatch i flugvikt.